# Biogeografická provincie

provincie středoevropských listnatých lesů
panonská provincie

Biogeografická provincie je individuální (jedinečnou) jednotkou biogeografického členění krajiny. Zpravidla provincie zaujímá rozsáhlé území se svéráznou vegetační stupňovitostí, která je dána specifickým makroklimatem. V biotě provincie se objevuje široká skupina vlastních geoelementů (podobných areálů fauny a flóry) a typická kombinace geoelementů okolních i vzdálenějších provincií. Plocha provincie se pohybuje řádově 5×105 - 106 km2.

## Přehled provincií v Česku
Na území České republiky jsou zastoupeny 2 biogeografické provincie:
1. provincie středoevropských listnatých lesů
2. panonská provincie

Biogeografické provincie byly vypracovány na základě Udvardyho dělení (Udvardy 1975) a územně velmi dobře korelují s biogeografickými regiony (Bennett 1999), které se v současnosti používají v EU pro program NATURA 2000 a Evropskou ekologickou síť EECONET. Návaznost je pak tato:
- Continental biogeographical region → provincie středoevropských listnatých lesů
- Pannonian biogeographical region → panonská provincie[3]